# Charles Faultless
Charles Faultless (Glasgow, 1908. március 5. – Clydebank, 1998. november 27.) skót nemzetközi labdarúgó-játékvezető. Az első világháború alatt az angol légierő, a RAF tisztje volt.

## Pályafutása

### Sportolóként
A 19. század végén, a 20. század elején kibontakozó sportmozgalmak egyik képviselője. Játszott teniszt, golfozott, vízipólózott  valamint labdarúgó kapusként edzette testét, lelkét. Egyre több alkalommal kérték fel, hogy vezessen mérkőzést.

### Nemzeti játékvezetés
A második világháborút követően a skót I. Liga játékvezetője. Az I. Liga játékvezetőjeként 1955-ben vonult vissza.

### Nemzetközi játékvezetés
A Skót labdarúgó-szövetség  Játékvezető Bizottsága (JB) terjesztette fel nemzetközi játékvezetőnek, a Nemzetközi Labdarúgó-szövetség (FIFA) 1953-tól tartotta nyilván bírói keretében. A FIFA JB központi nyelvei közül a angolt beszélte. 
Több nemzetek közötti válogatott és klubmérkőzést vezetett, vagy működő társának partbíróként segített. A skót nemzetközi játékvezetők rangsorában, a világbajnokság-Európa-bajnokság sorrendjében többedmagával a 14. helyet foglalja el 4 találkozó szolgálatával. Az aktív nemzetközi játékvezetéstől 1954-ben búcsúzott. Válogatott mérkőzéseinek száma: 6.

#### Labdarúgó-világbajnokság
A világbajnoki döntőhöz vezető úton Svájcba az V., az 1954-es labdarúgó-világbajnokságra a FIFA JB bíróként alkalmazta. A FIFA JB elvárásának megfelelően, ha nem vezetett, akkor valamelyik működő társának segített partbíróként. Az egyik csoportmérkőzésen és az egyik elődöntőn volt partbíró. Világbajnokságon vezetett mérkőzéseinek száma: 2 + 2 (partbíró).

##### 1954-es labdarúgó-világbajnokság

###### Selejtező mérkőzés
| Időpont           | Helyszín                     | Mérkőzés típusa           | Mérkőzés             | Eredmény | Nézők száma |
| ----------------- | ---------------------------- | ------------------------- | -------------------- | -------- | ----------- |
| 1953. október 10. | Ninian Park Stadion, Cardiff | előselejtező (3. csoport) | Wales–Anglia         | 1 : 4    | 61 000      |
| 1954. március 31. | Racecourse Stadion, Wrexham  | előselejtező (3. csoport) | Wales–Észak-Írország | 1 : 2    | 32 817      |

###### Világbajnoki mérkőzés
| Időpont          | Helyszín                      | Mérkőzés típusa        | Mérkőzés             | Eredmény | Nézők száma |
| ---------------- | ----------------------------- | ---------------------- | -------------------- | -------- | ----------- |
| 1954. június 19. | La Pontaise Stadion, Lausanne | selejtező (A. csoport) | Brazília–Jugoszlávia | 1 : 1    | 21 000      |
| 1954. június 26. | GSP Stadion, Nicosia          | egyik negyeddöntő      | Ausztria–Svájc       | 7 : 5    | 32 000      |

#### Brit Bajnokság
1882-ben az Egyesült Királyság brit tagállamainak négy szövetség úgy döntött, hogy létrehoznak egy évente megrendezésre kerülő bajnokságot egymás között. Az utolsó bajnoki idényt 1983-ban tartották meg.
| Időpont            | Helyszín                      | Mérkőzés típusa | Mérkőzés              | Eredmény |
| ------------------ | ----------------------------- | --------------- | --------------------- | -------- |
| 1953. október 10.  | Ninian Park Stadion, Cardiff  | körmérkőzés     | Wales–Anglia          | 1 : 4    |
| 1954. március 31.  | Racecourse Stadion, Wrexham   | körmérkőzés     | Wales–Észak-Írország  | 1 : 2    |
| 1954. október 2.   | Windsor Park Stadion, Belfast | körmérkőzés     | Észak-Írország–Anglia | 0 : 2    |
| 1954. november 10. | Wembley Stadion, London       | körmérkőzés     | Anglia–Wales          | 3 : 2    |

## Írásai
Aktív pályafutását befejezve, több mint 20 évig vasárnapi hírlapíróként tevékenykedett.